# Помори
Помо́ри (рос. помо́ры) — невеликий за чисельністю слов'янський етнос у Росії.

## Етимологія етнонімупомори
Помори — мешканці узбережжя Білого моря, яке здавна отримало назву Помор'я. Власне від цього топоніму і походить на тверде переконання вчених-етнографів етнонім помори.

## Територія проживання і чисельність
Помори проживають у північно-західних областях (Архангельська і Мурманська області) і автономіях (Республіці Карелія, Республіка Комі) сучасної Російської Федерації.
Оскільки за СРСР (і частково у сучасній Росії) за поморами не визнавалося окремої етнічності, про чисельність поморів можна судити лише оціночно. Безсумнівним позитивом є включення поморів у перелік етній під час останнього за часом (2002 рік) перепису населення РФ. Згідно з його даними, поморами себе назвали 6571 осіб, з них у Архангельській області — 6295 осіб, у Мурманській області — 127 осіб.. Оціночно кількість поморів сягає понад 10 тисяч осіб.

## Співвідношення з російським метаетносом, мова і релігія

Національний прапор поморів

На даному етапі, помори одна з етнографічних груп росіян.
Говір поморів — одна з поморських говірок російської мови. Характерними ознаками поморських говірок є:
- окаюча говірка і довгота голосних у фонетиці.
- багато специфічних слів, в тому числі успадкованих від давньоруської мови, які ріднять поморську з українською, російською та білоруською мовами; наявність численних новотворів, зокрема пов'язаних з природними умовами і господарською діяльністю поморів, а також фіно-угорських субстратів в різноманітних проявах:  лексиці, акценті, фонетиці тощо, з (мов кольських саамів, карельської мови) і скандинавських (норвезька, шведська) мов у лексиці.
- деякі особливості у творенні дієслівних форм, вибіркове вживання аористу[2].

За віросповіданням більшість поморів традиційно були старовірами, зараз — православні Російської православної церкви. Раніше серед поморів побутувала і так звана древлєправославна поморська церква.

## Етнічна історія поморів

### Походження поморів і їх розвиток до початку XVIII століття
Щодо походження поморів сьогодні існують дві діаметрально протилежні думки. Одну обстоюють нечисленні представники поморської інтелігенції — згідно з нею помори є автохтонами на Північному Заході сучасної Росії, більше того за походженням навіть не слов'янами, а слов'янізованими (русифікованими) нащадками давнього народу чудь.
Які закріплялися за  погостами (карели, саами, вепси), та з часом синтезувались у поморів через християнізацію.
 
Генетичні дослідження останнього часу надали вагомих аргументів цій теорії, оскільки згідно з ними північні росіяни значно відрізняються від усіх інших і дуже схожі на сусідні фіно-угорські народи. Традиційна версія наполягає на тому, що помори походять від слов'ян, що селилися з ХІ століття на південно-західному і південно-східному узбережжі Білого моря (Помор'я). Однак, звичайно, не варто відкидати так званої компромісної точки зору на предмет етногенезу поморів, за якою помори — це сплав різних культурних традицій, як місцевих поморських, так і прийшлих, російських. На користь існування  чудинів, чуді доволі сильним аргументом є народна творчість саамів і карелів регіону, яка містить численні згадки про боротьбу з цим 

помор

 загадковим народом. Нарешті, варто згадати і про теорію північно-руської народності славетного російського вченого Дмитра Зеленіна, яка підтверджує архаізацію північно-руського типу у переселенців до Помор'я після остаточного зруйнування державних утворень Північної Русі (Псковське князівство і Новгородська республіка) у XV столітті.
Помор'я було данницькою територією, пізніше колонією Новгородського князівства, за чиї території постійно велися локальні війни між Новгородом і Швецією. Після зруйнування Новгородського князівства і включення його до свого складу Московської держави у 1478 році Помор'я стає частиною Московської держави.
У XVI—XVII століття помори відіграли значну роль в освоєнні півночі майбутьної Російської імперії — на вітрильниках коч вони відвідували полярні райони, острови Колгуєв, Нова Земля (поморська назва Матка), Шпіцберген (поморська назва Ґрумант), на схід сягали північного Сибіру, де поклали початок місту Мангазея. Помори здійснювали плавання, що могли тривати місяцями; на відміну від норвежців їхні човни мали властивості криголамів. Саме помори першими дослідили Баренцеве і Охотське (поморська назва Ламське) моря, відкривши північний шлях до Сибіру. Мореплавську майстерність поморів свого часу високо оцінив Вітус Беринг.
За пізнього Середньовіччя Московія активно закріплюється на Помор'ї — будуються численні фортеці: Кола — одна з перших поморських фортець; Архангельськ, заснований у 1584 році, перетоврився на головний поморський осередок, тут діяли найважливіший рибний ринок і порт для експорту деревини; Мурман (пізніше Мурманськ), що став одним з найбільших портів Північної Європи і чиє процвітання тривало аж до кінця XVIII століття. У цей же час засновуюються православні монастирі (найвідоміший Соловецький монастир було засновано у 1436 році), які крім релігійних відігравали оборонні функції й водночас були великими землевласниками. Запроваджується погостна система, яка затрималася в цій частині Російської імперії найдовше і навіть діяла ще впродовж 70 років опісля у затвердженій 1708 року Архангельській губернії.

### Помор'я та помори у XVIII—XIX століттях
Північна війна 1700—1721 років надовго закріпила паритет сил у регіоні. Російська імперія зміцнила позиції у Помор'ї і розпочала активне промислове освоєння краю.

Російські переселенці у Помор'ї користалися з деяких привілеїв — звільнялися на певний період від оподаткування, мали право на вільну торгівлю з іноземцями, а з 1764 року стають т. зв. державними селянами, відтак вони не зазнали гноблення кріпосного права. 

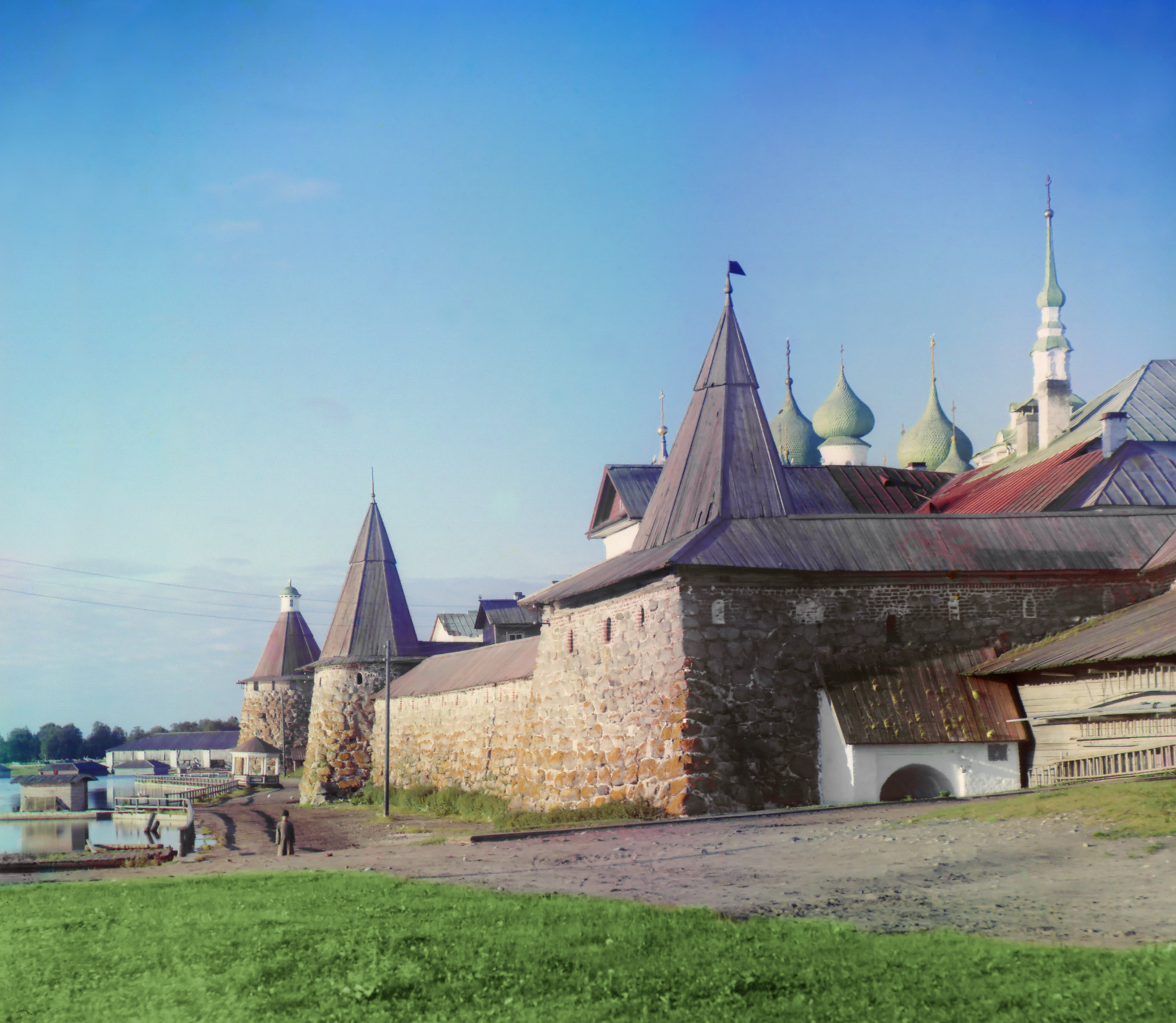
Соловецький монастир, 1915 р.

 Усе це, а також неможливість у Помор'ї займатись землеробством через природні і кліматичні умови спричинили створення неповторної поморської господарської культури. У поморів розвинулось риболовецько-промислове господарювання. Серед них було багато заможних підприємців і торговців (купців), що скопили цілі статки на мореплавстві, будуванні суден, заготівлі деревини, морському рибальстві, морській торгівлі тощо.
Помор'я постійно було місцем висилки неугодних царату діячів, як росіян, так і представників інших національностей, в тому числі і українців.
Зокрема, сюди на початку XVIII століття було заслано чимало прихильників гетьмана Івана Мазепи. А у період 1776-1803 років за правління Катерини II бранцем Соловецького монастиря був останній кошовий отаман Запорозької Січі Петро Калнишевський. Пізніше, у XIX столітті у поморське заслання вирушили члени таємного Кирило-Мефодіївського братства.
Протягом XIX століття у Помор'ї бурхливо розвиваються капіталістичні відносини. Регіон у цей час більше нагадує норвезькі провінції Телемарк і Сетесдал, ніж центральні райони Росії.

### Помори у ХХ столітті
Поморський регіон на початку XX століття бурхливо розвивається — процвітають морські промисли (рибальство і забій морського звіра) і торгівля (один з найвідоміших у Росії Маргаритинський ярмарок). Навіть після революції 1917 року ще деякий час Помор'я являло «оазу благополуччя», але вже незабаром, на початку 20-х років XX століття, як і всюди в СРСР, починаються будівництво колгоспної системи, відтак колективізація, репресії та розкуркулювання заможного селянства. У середовищі поморів було немало постраждалих від репресивної економічної політики перших п'ятирічок Країни Рад. В цей час Соловецький монастир перетворено на горезвісний ГУЛАГ, де серед інших утримувалося чимало діячів української інтелігенції. Дармову силу в'язнів радянських концтаборів на початку 1930-х років використовували на будівництві Біломорсько-Балтійського каналу. У період Другої світової війни на території Помор'я частково відбувалися воєнні дії.
У повоєнний час в СРСР провадиться уніфікація поморського населення, помори не визнаються окремою етнічною групою. Лише наприкінці 1980 — на початку 1990-х років місцеві інтелігенція і влада вперше за дуже тривалий час ставлять питання про визнання поморів окремою етнічною одиницею. Навіть у сучасній Російській федерації Міністерство регіонального розвитку РФ відмовляє Національно-Культурній автономії поморів у включенні поморів у Єдиний перелік корінних малочисельних народів Росії, попри оскаржування таких дій з боку самих поморів. Офіційно ж — це відомство заявляє про готовність підготувати комплексний план соціально-економічного і етнокультурного розвитку російських поморів.

## Традиційні заняття і суспільна організація поморів

### Господарство поморів
Основні заняття поморів традиційно пов'язані з морем — вилов тріски на Мурмані, забій морського звіра (тюлені, моржі, білий ведмідь), промислове рибальство у Білому морі (сьомга, оселедець). Чимало поморів були капітанами суден, були і власники човнів. Тут же, у Помор'ї, будували і ремонтували судна. Помори також вправні гандлярі, які нерідко вели торгові справи з іноземними партнерами (норвежцями, шведами, німцями і навіть англійцями).
Крім морських промислів, було розвинуте солеваріння.
У той час, як чоловіки перебували на промислах, жінки опікувалися домашнім хазяйством — зазвичай родина тримала худобу (корів, коні, вівці). Умови життя поморів в цілому нагадували побут північно-норвезьких селян-рибалок.

### Поморські соціальні інститути
У поморів здебільшого великі родини, які об'єднувалися у основу соціальної організації — сільську общину (так званий мир).
Для ведення спільної промислової діяльності чоловіки-помори вступали до артілей (поморське орті́ль). Як форма безкоштовної колективної допомоги була поширена толока (поморське по́мочь).

## Матеріальна культура— будівництво, одяг і їжа поморів

### Традиційне поселення і архітектура
Зазвичай поселення (погости) помори засновували біля гирла річок, з вуличним (одна довга вулиця дворів) або без чіткого планування.

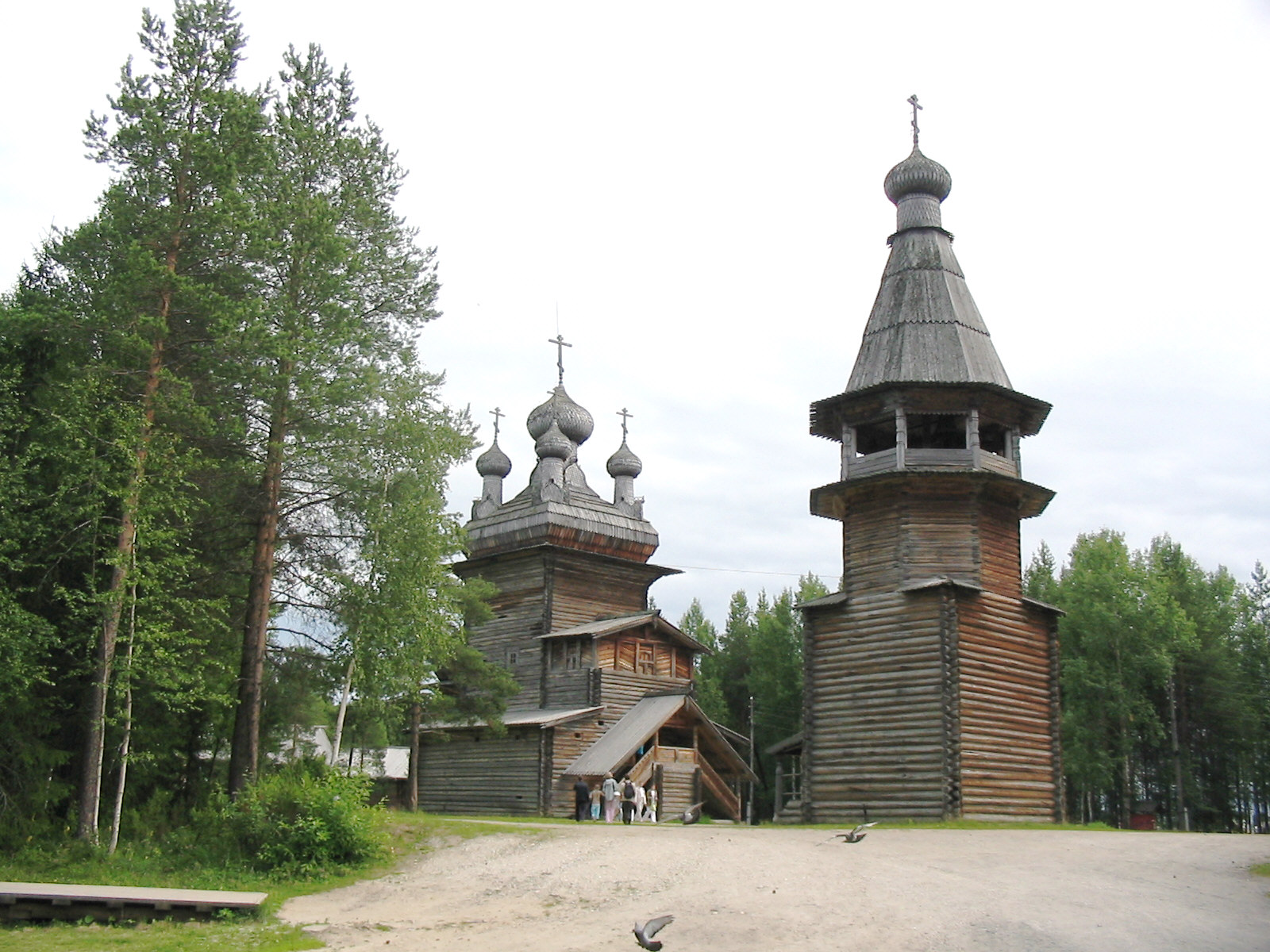
Малі Корели — поморське село XVII ст. за 28 км від Архангельська

Ще Д. Зеленін зазначав, що регіон Північного Заходу Росії є яскравим виразником північно-руської культури, зокрема і в архітектурі — це шатрове будівництво (у поморів так званий дерев'яний верх, конус). У Помор'ї воно сягнуло вершин майстерності. Відомі дуже значні заввишки дерев'яні споруди шатрового зодчества і притому дуже стійкі, цілі комплекси таких споруд (Соловки, Кижі). Пізніше шатрові традиції дерев'яної архітектури перейшли у російське кам'яне зодчество, ставши характерним російським архітектурним стилем.
Ще одна традиція поморського будування, яка, до речі, більше ніде в Росії не фіксується, — це огорожі з похилих жердин (йози), натомість, знаходить відповідність у культурі скандинавських країн та вепсів і колишніх територіях вепсів. Такими загорожами обносили не будинки, а пасовиська від лісових звірів.

### Поморський традиційний одяг
Національна одіж поморів або дуже схожа, або й повністю ідентична одягу сусідніх північних народів — комі-зирян та ненців, що продиктовано в першу чергу кліматичними передумовами і схожістю культур і ведення господарства.

Заможна поморська жінка

За основні матеріали для виготовлення одягу правили шкури пушного і морського звіря, свійської худоби і овеча вовна.
Зимовий костюм помора складався з верхнього одягу з оленячого хутра, який являв собою сорочку, до якої окремо пришивали каптур і рукава (малиця, її також носили і жінки́), підперезаний ремінем з ножнами, на ногах — водостійкі довгі з високою халявою під стегна шкуряні панчохи з підв'язками (бахіли), як головний убір — хутряна шапка-вушанка у вигляді круглого шолома з довгими, аж до пояса ву́хами (цебака). Ідучи на промисел і у сильні морози поверх малиці надягали совік — верхній одяг з оленячої шкури навиворіт, який одягався через голову, також з каптуром.
Літній костюм поморів близький до північноросійського, але з особливими деталями — у чоловіків суконна або вовняна видовжена сорочка з високим коміром (бузурунка), поверх неї зазвичай безрукавка, у жінок — верхній одяг з лямками на зразок сарафана поверх сорочки і численних пишних спідниць. Літнє взуття — на зразок капців, з цільного обміру шкури без окремої підошви (струсні).

### Поморська їжа
Традиційно основу раціону поморів складали рибні і м'ясні продукти. Їх споживали смаженими, вареними, в'яленими і мороженими. З напоїв традиційно вживали молоко, як оленяче, так і у пізніший час коров'яче, тощо.
Зерно і зелень (до XIX століття) були привозними. Придбати продукти можна було на численних ринках поморських міст. Починаючи з другої половини XIX століття з приміських поселень їх щоденно підвозили на ринки торговці. Цукор став відомий поморам не раніше XVIII століття.
Споживання яєць в силу дорожнечі було обмеженим. На свята (раніше тільки раз на рік — на Різдво) поморські господині пекли з борошна козулі — солодкі пряники.

## Виноски
1. ↑  Перепис населення в Росії 2002 року (рос.). Архів оригіналу за 1 лютого 2013. Процитовано 27 квітня 2008.
2. ↑  Особливості поморської мови (го́ворі). Архів оригіналу за 11 травня 2008. Процитовано 27 квітня 2008.
3. ↑  Традиційна поморська віра. Архів оригіналу за 11 травня 2008. Процитовано 27 квітня 2008.
4. ↑  Поморье - кто такие поморы?. Архів оригіналу за 11 травня 2008. Процитовано 27 квітня 2008.
5. ↑  Архівована копія. Архів оригіналу за 23 лютого 2022. Процитовано 23 лютого 2022.{{cite web}}:  Обслуговування CS1: Сторінки з текстом «archived copy» як значення параметру title (посилання)
6. 1 2  Ким були помори ? - Стаття норвезького журналіста Кароліне Серк-Хансен. Архів оригіналу за 6 травня 2005. Процитовано 27 квітня 2008.
7. ↑  Архівована копія. Архів оригіналу за 5 лютого 2009. Процитовано 27 квітня 2008.{{cite web}}:  Обслуговування CS1: Сторінки з текстом «archived copy» як значення параметру title (посилання)
8. ↑  Архівована копія. Архів оригіналу за 5 лютого 2009. Процитовано 27 квітня 2008.{{cite web}}:  Обслуговування CS1: Сторінки з текстом «archived copy» як значення параметру title (посилання)